# Lijst van Nederlandse films (2000-2009)
Dit is een lijst van Nederlandse films in de periode van 2000 t/m 2009, in chronologische volgorde.

## 2000
| Titel                     | Jaar | Regisseur                     | Acteurs                          | Genre           | Bijzonderheden                                                              |
| ------------------------- | ---- | ----------------------------- | -------------------------------- | --------------- | --------------------------------------------------------------------------- |
| Dichter op de zeedijk     | 2000 | Gerard Verhage                | Benja Bruijning Carry Tefsen     | Drama           | Telefilm                                                                    |
| Babs                      | 2000 | Irma Achten                   | Brigitte Kaandorp                | Komedie Muziek  | Eerste filmhoofdrol van cabaretière Kaandorp                                |
| Lek                       | 2000 | Jean van de Velde             | Cas Jansen Victor Löw            | Drama Misdaad   | Vier Gouden Kalveren                                                        |
| De Fûke                   | 2000 | Steven de Jong                | Peter Tuinman Rense Westra       | Drama           | Fries gesproken                                                             |
| Wilde Mossels             | 2000 | Erik de Bruyn                 | Fedja van Huêt Frank Lammers     | Drama           |                                                                             |
| Rent a Friend             | 2000 | Eddy Terstall                 | Marc van Uchellen Rifka Lodeizen | Drama Komedie   |                                                                             |
| Mariken                   | 2000 | André van Duren               | Kim van Kooten Jan Decleir       | Jeugddrama      | Nederlands-Belgische coproductie                                            |
| Bij ons in de Jordaan     | 2000 | Willem van de Zande Bakhuysen | Kees Prins                       | Drama miniserie | Johnny Jordaan-biopic                                                       |
| De omweg                  | 2000 | Frouke Fokkema                | Tamar van den Dop                | Drama           | Arthouse-film                                                               |
| Het negende uur           | 2000 | Gerrard Verhage               | Bart Klever                      | Drama           | Telefilm                                                                    |
| Ochtendzwemmers           | 2000 | Nicole van Kilsdonk           | Ricky Koole Daniel Boissevain    | Drama Komedie   | Telefilm, uitgebracht in 2000 en 2001                                       |
| De stilte van het naderen | 2000 | Stephan Brenninkmeijer        | Elvira Out Ronald Top            | Drama           | Telefilm                                                                    |
| De zwarte meteoor         | 2000 | Guido Pieters                 | Jet Novuka Thekla Reuten         | Drama           | Gebaseerd op Steve Mokone, een voetballer die een jaar in Nederland speelde |

## 2001
| Titel                                                 | Jaar | Regisseur                     | Acteurs                                          | Genre            | Bijzonderheden                                                              |
| ----------------------------------------------------- | ---- | ----------------------------- | ------------------------------------------------ | ---------------- | --------------------------------------------------------------------------- |
| Met grote blijdschap                                  | 2001 | Lodewijk Crijns               | Jack Wouterse Jaap Spijkers                      | Drama            | In 2006 tot toneelstuk bewerkt                                              |
| Lijmen/Het Been                                       | 2001 | Robbe de Hert                 | Willeke van Amelrooy                             | Drama Misdaad    | Nederlandse-Belgische coproductie                                           |
| Baby Blue                                             | 2001 | Theo van Gogh                 | Roeland Fernhout                                 | Thriller         | Grotendeels Engelstalig                                                     |
| Costa!                                                | 2001 | Johan Nijenhuis               | Katja Schuurman Georgina Verbaan Daan Schuurmans | Drama Romantiek  |                                                                             |
| Ik ook van jou                                        | 2001 | Ruud van Hemert               | Antonie Kamerling Angela Schijf                  | Drama            | Naar het boek van Ronald Giphart                                            |
| Storm in mijn hoofd                                   | 2001 | Frans Weisz                   | Coen Flink Pierre Bokma                          | Drama            | Telefilm                                                                    |
| Wilhelmina                                            | 2001 | Olga Madsen                   | Anne Will Blankers                               | Drama            | Miniserie                                                                   |
| Uitgesloten                                           | 2001 | Mijke de Jong                 | Egbert-jan Weeber                                | Drama            | Telefilm                                                                    |
| De Verlossing                                         | 2001 |                               | Sylvia Kristal                                   | Drama            |                                                                             |
| Familie                                               | 2001 | Willem van de Sande Bakhuysen | Bram van der Vlugt                               | Drama            | Telefilm                                                                    |
| De Vriendschap                                        | 2001 | Nouchka van Brakel            | Gerard Cox Willem Nijholt                        | Drama Komedie    |                                                                             |
| Saint Amour                                           | 2001 | Eric Oosthoek                 | Antonie Kamerling                                | Drama            | Telefilm, Belgische coproductie                                             |
| Roos en Rana                                          | 2001 | Meral Uslu                    | Sarah Jonker Ozlem Solmaz                        | Drama            | Telefilm                                                                    |
| Liefje                                                | 2001 | Emile Fallaux                 | Jelka van Houten Ramsey Nasr                     | Drama            | Telefilm                                                                    |
| Nynke                                                 | 2001 | Pieter Verhoeff               | Monic Hendrickx Jeroen Willems                   | Drama            | Gouden Kalf (beste film)                                                    |
| AmnesiA                                               | 2001 | Martin Koolhoven              | Fedja van Huêt Carice van Houten                 | Thriller komedie | Opening Filmfestival Rotterdam Debuut Theo Maassen Gouden Kalf Beste Acteur |
| De grot                                               | 2001 | Martin Koolhoven              | Fedja van Huêt Marcel Hensema                    | Drama Misdaad    | Openingsfilm Nederlands Filmfestival Gouden Kalf Beste Regie                |
| Qui Vive                                              | 2001 | Frans Weisz                   | Pierre Bokma Kitty Courbois                      | Drama            |                                                                             |
| Terrorama!                                            | 2001 |                               |                                                  | Horror           | Alleen uitgebracht op video en dvd                                          |
| De nacht van Aalbers                                  | 2001 | Theo van Gogh                 | Kim van Kooten Huub Stapel                       | Thriller         | Televisiefilm                                                               |
| Morlang                                               | 2001 | Tjebbo Penning                | Paul Freeman                                     |                  | Engelstalig                                                                 |
| Magonia                                               | 2001 | Ineke Smits                   | Linda van Dyck                                   | Romantiek Drama  |                                                                             |
| Drift                                                 | 2001 | Michiel van Jaarsveld         | Christel Oomen Dragan Bakema                     | Drama            |                                                                             |
| Îles flottantes                                       | 2001 | Nanouk Leopold                | Halina Reijn Maria Kraakman                      | Feminisme Drama  |                                                                             |
| Vergeef me                                            | 2001 | Cyrus Frisch                  |                                                  |                  |                                                                             |
| Monte Carlo                                           | 2001 | Norbert ter Hall              | Kitty Courbois John Wijdenbosch                  | Drama            |                                                                             |
| The Discovery of Heaven of De Ontdekking van de Hemel | 2001 | Jeroen Krabbé                 | Stephen Fry                                      | Drama            | Engelstalig                                                                 |
| Minoes                                                | 2001 | Vincent Bal                   | Carice van Houten Theo Maassen                   | Jeugd            | Gouden Kalf Beste Film & Beste Actrice                                      |
| Soul Assassin                                         | 2001 | Laurence Malkin               | Skeet Ullrich Derek de Lint                      | Misdaad          | Engelstalig                                                                 |

## 2002
| Titel                 | Jaar | Regisseur              | Acteurs                           | Genre          | Bijzonderheden                                     |
| --------------------- | ---- | ---------------------- | --------------------------------- | -------------- | -------------------------------------------------- |
| Sciencefiction        | 2002 | Danny Deprez           | Wendy van Dijk Koen de Bouw       | Jeugd          | In Nederland gedubd in bioscopen.                  |
| Tussenland            | 2002 | Eugenie Janssen        | Jan Munter John Kon Kolei         | Drama          | Won Tiger Award                                    |
| Achttien              | 2002 | Jelle van Doornik      | Egbert-Jan Weeber                 | Drama          | Telefilm                                           |
| Bella Bettien         | 2002 | Hans Pos               | Thekla Reuten Kim van Kooten      | Drama Misdaad  | Telefilm                                           |
| Het wonder van Máxima | 2002 | Paul Ruven             | Sylvia Munt Halina Reijn          | Drama          | Telefilm                                           |
| Oesters van Nam Kee   | 2002 | Pollo de Pimentel      | Egbert-jan Weeber Katja Schuurman | Drama          |                                                    |
| Zus & Zo              | 2002 | Paula van der Oest     | Jacob Derwig Halina Reijn         | Drama Komedie  | Oscarnominatie                                     |
| Loenatik de Moevie    | 2002 | Bobby Eerhart          | John Buijsman                     | Komedie        |                                                    |
| Volle maan            | 2002 | Johan Nijenhuis        | Cas Janssen Daan Schuurmans       | Drama          |                                                    |
| Moonlight             | 2002 | Paula van der Oest     |                                   | Drama          | Engels                                             |
| Swingers              | 2002 | Stephan Brenninkmeijer | Joep Sertons Nienke Brinkhuis     | Drama          | Independent film, uitgebracht in de bioscoop       |
| Olivetti 82           | 2002 | Rudi van Den Bossche   |                                   | Drama          | Belgische coproductie                              |
| ja zuster, nee zuster | 2002 | Pieter Kramer          | Loes Luca Paul de Leeuw           | Komedie Muziek | Gelijknamige Televisieserie van Annie M.G. Schmidt |
| De Tweeling           | 2002 | Ben Sombogaart         | Thekla Reuten                     | Drama Oorlog   | Oscarnominatie                                     |
| Pietje Bell           | 2002 | Maria Peters           | Quinten Schram                    | Jeugdfilm      |                                                    |
| Paramaribo Papers     | 2002 | Ger Poppelaars         | Mark Rietman                      | Drama          | Gedeeltelijk opgenomen in Suriname, telefilm       |

## 2003
| Titel                                     | Jaar | Regisseur                     | Acteurs                             | Genre             | Bijzonderheden                                                     |
| ----------------------------------------- | ---- | ----------------------------- | ----------------------------------- | ----------------- | ------------------------------------------------------------------ |
| Loverboy                                  | 2003 | Lodewijk Crijns               | Monique van de Werff Dragan Bakema  | Drama             | Telefilm                                                           |
| Novemberlicht                             | 2003 | Eric Oosthoek                 | Niek Pancras                        | Drama             | Telefilm                                                           |
| Sloophamer                                | 2003 | Ger Poppelaars                | Frits Lambrechts Cees Geel          | Drama             | Telefilm                                                           |
| Boy Ecury                                 | 2003 | Frans Weisz                   | Steve Hooi Johnny de Mol            | Biografie         | Telefilm                                                           |
| De arm van Jezus                          | 2003 | Andre van der Hout            | Ferry Heijne                        | Drama             | Televisiefilm                                                      |
| Liever verliefd                           | 2003 | Pim van Hoeve                 | Miryanna van Reeden Romijn Conen    | Komedie Romantiek | Remake van Duitse film                                             |
| Van God los                               | 2003 | Pieter Kuijpers               | Egbert-Jan Weeber Tygo Gernandt     | Drama Misdaad     | Gouden Kalf, beste acteur                                          |
| 15.35: Spoor 1                            | 2003 | Tim Oliehoek                  | Caro Lenssen Marijn Klaver          | Drama             | Telefilm                                                           |
| Julie en Herman                           | 2003 | Theo van Gogh Kate Brown      | Jack Wouterse Lore Dijkman          | Drama             | Televisie                                                          |
| Lebenspornografie                         | 2003 | Edwin Brienen                 | Eva Dorrepaal                       | Drama             |                                                                    |
| De schippers van de Kameleon              | 2003 | Steven de Jong                | Koen en Jos van de Donk             | Jeugd             |                                                                    |
| Kees de jongen                            | 2003 | Andre van Duren               | Theo Maassen Monic Hendricx         | Jeugddrama        |                                                                    |
| De Passievrucht                           | 2003 | Maarten Treurniet             | Carice van Houten Peter Paul Muller | Drama             | Naar het boek van Karel Glastra van Loon                           |
| Interview                                 | 2003 | Theo van Gogh                 | Katja Schuurman Pierre Bokma        | Drama             |                                                                    |
| Cloaca                                    | 2003 | Willem van de Sande Bakhuyzen | Peter Blok Jaap Spijkers            | Drama             | Film naar toneelstuk                                               |
| Verder dan de maan                        | 2003 | Stijn Coninx                  | Huub Stapel Johanna ter Steege      | Drama             | Belgische Oscarinzending                                           |
| Grimm                                     | 2003 | Alex van Warmerdam            | Jacob Derwig Halina Reijn           | Drama             |                                                                    |
| Pipo en de p-p-parelridder                | 2003 | Martin Lagestee               | Mariska van Kolck Daan Schuurmans   | Jeugd             |                                                                    |
| Phileine zegt sorry                       | 2003 | Robert Jan Westdijk           | Kim van Kooten Michiel Huisman      | Komedie Drama     | Naar het boek van Ronald Giphart                                   |
| Sinterklaas en het Gevaar in de Vallei    | 2003 | Martijn van Nellesteijn       | Pamela Tewes                        | Jeugdfilm         |                                                                    |
| Pietje Bell 2: De Jacht op de Tsarenkroon | 2003 | Maria Peters                  | Quinten Schram                      | Jeugd             | Personages uit de boeken van Chris van Abcoude, maar eigen verhaal |
| Polleke                                   | 2003 | Ineke Houtman                 | Liv Stig                            | Jeugdfilm         |                                                                    |

## 2004
| Titel                                   | Jaar | Regisseur              | Acteurs                                                   | Genre             | Bijzonderheden                                          |
| --------------------------------------- | ---- | ---------------------- | --------------------------------------------------------- | ----------------- | ------------------------------------------------------- |
| Shouf Shouf Habibi!                     | 2004 | Albert ter Heerd       | Mimoun Oaïssa Touriya Haoud                               | Komedie           | Grootste Nederlandse succes van 2004                    |
| Feestje!                                | 2004 | Ruud van Hemert        | Antonie Kamerling Beau van Dorens                         | Komedie           |                                                         |
| De Kroon                                | 2004 | Hans Pos               | Hadwiches Minis Roef Ragas                                | Drama             | Televisiefilm                                           |
| De ordening                             | 2004 | Pieter Kuijpers        | Angela Schijf Roeland Fernhout                            | Drama             | Telefilm                                                |
| Drijfzand                               | 2004 | Kees Vlaanderen        | Johnny de Mol                                             | Drama             | Telefilm                                                |
| Zinloos                                 | 2004 | Arno Dierickx          | Peter Blok Fedja van Huêt                                 | Drama             | Telefilm                                                |
| Deining                                 | 2004 | Nicole van Kilsdonk    | Jaqueline Blom                                            | Drama             | Telefilm                                                |
| BlueBird                                | 2004 | Mijke de Jong          | Elsie de Brauw Jaap Spijkers                              | Drama Jeugd       | Telefilm Ingezonden voor Oscars, maar gediskwalificeerd |
| In Oranje                               | 2004 | Joram Lursen           | Wendy van Dijk Thomas Acda                                | Komedie Drama     |                                                         |
| Fighting Fish                           | 2004 | Jamel Aattache         | Chantal Janzen Jennifer de Jong                           | Drama Aktie       | Eerste Nederlandse kungfufilm Engels                    |
| Het Zuiden                              | 2004 | Martin Koolhoven       | Monic Hendricx Frank Lammers                              | Drama             | Gouden Kalf Beste Actrice                               |
| Ellis in Glamourland                    | 2004 | Pieter Verhoef         | Linda de Mol Joan Collins                                 | Komedie           | Gouden Kalf Scenario                                    |
| Pluk van de Petteflet                   | 2004 | Ben Sombogaart         | Arjan Ederveen                                            | Jeugdfilm         |                                                         |
| Cool!                                   | 2004 | Theo van Gogh          | Katja Schuurman Johnny de Mol                             | Drama             |                                                         |
| Simon                                   | 2004 | Eddy Terstall          | Cees Geel Marcel Hensema                                  | Drama Komedie     | Gouden Kalf Beste Film & Beste Acteur                   |
| Stille Nacht                            | 2004 | Ineke Houtman          | Victoria Koblenko Liesbeth Kamerling                      | Drama Thriller    | Telefilm                                                |
| Mysterious Skin                         | 2004 | Gregg Araki            | Joseph Gordon-Levitt, Brady Corbet, Michelle Trachtenberg | Drama             |                                                         |
| Snowfever                               | 2004 | Pim van Hoeve          | Daan Schuurmans Egbert Jan Weber                          | Komedie Romantiek |                                                         |
| De dominee                              | 2004 | Gerrard Verhage        | Peter Paul Muller Chantal Janzen                          | Drama Misdaad     |                                                         |
| Verborgen gebreken                      | 2004 | Paula van der Oest     | Heny Ori                                                  | Drama             | Boekverfilming van Renate Dorrestein                    |
| Sinterklaas en het Geheim van de Robijn | 2004 | Martijn van Nellestijn | Pamela Teves                                              | Jeugd             |                                                         |
| Gay                                     | 2004 | Tom Six                | Hugo Metsers III                                          | Drama             |                                                         |
| Amazones                                | 2004 | Esmé Lammers           | Georgina Verbaan Monique van de Ven                       | Drama             |                                                         |
| Erik of het klein Insectenboek          | 2004 | Gidi van Liempd        | Jasper Oldenhof                                           | Jeugdfilm         |                                                         |
| Floris                                  | 2004 | Jean van de Velde      | Birgit Schuurman Michiel Huisman                          | Komedie Avontuur  |                                                         |
| Madame Jeanette                         | 2004 | Paula van der Oest     | Cheryl Ashruf                                             | Drama Komedie     | Telefilm                                                |

## 2005
| Titel                       | Jaar | Regisseur                     | Acteurs                            | Genre            | Bijzonderheden                                                  |
| --------------------------- | ---- | ----------------------------- | ---------------------------------- | ---------------- | --------------------------------------------------------------- |
| Medea                       | 2005 | Theo van Gogh                 | Katja Schuurman Thijs Romer        | Drama            | Miniserie voor televisie                                        |
| Vet Hard                    | 2005 | Tim Oliehoek                  | Kurt Rogiers Jack Wouterse         | Komedie Misdaad  |                                                                 |
| 06/05                       | 2004 | Theo van Gogh                 | Thijs Romer Tara Elders            | Drama Thriller   |                                                                 |
| Lepel                       | 2005 | Willem van de Zande Bakhuyzen | Joep Truijen Neeltje de Vree       | Jeugd            |                                                                 |
| Off Screen                  | 2005 | Pieter Kuijpers               | Jan Decleir Jeroen Krabbé          | Drama Misdaad    | Telefilm                                                        |
| Het mysterie van de sardine | 2005 | Erik van Zuylen               | Victor Low                         | Drama            |                                                                 |
| Flirt                       | 2005 | Jaap van Eyck                 | Egbert-jan Weeber                  | Komedie          |                                                                 |
| Gebroken Rood               | 2005 | Eric Oosthoek                 | André van de Heuvel                | Drama            | Telefilm                                                        |
| Staatsgevaarlijk            | 2005 | Marcel Visbeen                | Sylvia Hoeks                       | Drama Thriller   | Telefilm                                                        |
| Gezocht: Man                | 2005 |                               | Monic Hendricx                     | Komedie Drama    | Telefilm                                                        |
| Allerzielen                 | 2005 | Diversen                      | Diversen                           | Drama            |                                                                 |
| Woensdag                    | 2005 | Jean Paul Arends Bob Embregts | Sjanet de Geus                     | Horror           |                                                                 |
| Casting X                   | 2005 |                               | Hugo Metsers III                   |                  |                                                                 |
| Paid                        | 2005 | Laurence Lamers               | Anne Charrier                      | Misdaad          | Engelstalig                                                     |
| Zwarte zwanen               | 2005 | Colette Bothoff               | Carice van Houten Dragan Bakema    | Drama            |                                                                 |
| Kameleon 2                  | 2005 | Steven de Jong                | Jos en Koen van der Donk           | Jeugd            |                                                                 |
| Guernsey                    | 2005 | Nanouk Leopold                | Maria Kraakman                     | Drama            |                                                                 |
| Zoop in Afrika              | 2005 | Johan Nijenhuis               | Ewout Genemans Jon Karthaus        | Jeugd            |                                                                 |
| Het schnitzelparadijs       | 2005 | Martin Koolhoven              | Bracha van Doesburgh Tygo Gernandt | Komedie          | Gouden Kalf voor Acteurs Succesvolste Nederlandse film van 2005 |
| Joyride                     | 2005 | Frank Herrebout               | Tygo Gernandt Georgina Verbaan     | Thriller Misdaad |                                                                 |
| Knetter                     | 2005 | Martin Koolhoven              | Carice van Houten                  | Jeugdfilm        | Winnaar Cinekid en Gouden Kalf                                  |
| Het paard van Sinterklaas   | 2005 | Mischa Kamp                   | Ebbie Tam Jan Decleir              | Jeugd            |                                                                 |
| Leef!                       | 2005 | Willem van de Sande Bakhuyzen | Monic Hendricx Anne Will Blankers  | Drama            |                                                                 |
| Johan                       | 2005 | Nicole van Kilsdonk           | Johnny de Mol                      | Drama            |                                                                 |
| Masterclass                 | 2005 | Hans Teeuwen                  | Pierre Bokma Peer Mascini          | Drama Komedie    | Televisiefilm                                                   |
| Offers                      | 2005 | Dana Nechushtan               | Jacob Derwig Maryam Hassouni       | Drama            | Televisiefilm                                                   |
| Diep                        | 2005 | Simone van Dusseldorp         | Melody Klaver Monic Hendricx       | Drama            |                                                                 |
| De Griezelbus               | 2005 | Pieter Kuijpers               | Willem Nijholt Angela Schijf       | Jeugdfilm        |                                                                 |

## 2006
| Titel                                          | Jaar | Regisseur                             | Acteurs                             | Genre           | Bijzonderheden                                                             |
| ---------------------------------------------- | ---- | ------------------------------------- | ----------------------------------- | --------------- | -------------------------------------------------------------------------- |
| Langer Licht                                   | 2006 | David Lammers                         | Dai Carter Raymond Thiry            | Drama           |                                                                            |
| Ik omhels je met 1000 armen                    | 2006 | Willem van de Sande Bakhuyzen         | Tijn Doctor Carice van Houten       | Drama           | Naar het boek van Ronald Giphart                                           |
| Het Woeden der Gehele Wereld                   | 2006 | Guido Pieters                         | Cees Geel Frank Lammers             | Drama           |                                                                            |
| Bolletjes Blues                                | 2006 | Birgit Hillenius                      | rapper Negative                     | Drama           | Telefilm                                                                   |
| Het Zwijgen                                    | 2006 | Andre van der Hout Adri Schrover      | Vincent Croiset Susan Visser        | Drama           |                                                                            |
| De Sportman van de Eeuw                        | 2006 | Mischa Alexander                      | Jochum ten Haaf Ricky Koole         | Drama Komedie   |                                                                            |
| Don                                            | 2006 | Arend Steenbergen                     | Clements Levert Sander Foppele      | Jeugd-Drama     |                                                                            |
| Eilandgasten                                   | 2006 | Karim Traida                          | Tygo Gernandt Eva Duijvensteijn     | Drama           | Telefilm                                                                   |
| Kilkenny Cross                                 | 2006 | Eric Oosthoek                         | Marcel Hensema                      | Drama           | Telefilm                                                                   |
| Escort                                         | 2006 | Frank Ketelaar                        | Rifka Lodeizen Bastiaan Ragas       | Drama           | Telefilm                                                                   |
| De Uitverkorene                                | 2006 | Theu Boermans                         | Kees Prins Monic Hendricx           | Drama           | Telefilm                                                                   |
| Zoop in India                                  | 2006 | Johan Nijenhuis                       | Monique van der Werff               | Jeugdfilm       |                                                                            |
| Doodeind                                       | 2006 | Erwin van den Eshof                   | Anniek Pheiffer Victoria Koblenko   | Thriller Horror |                                                                            |
| Zwartboek                                      | 2006 | Paul Verhoeven                        | Carice van Houten                   | Drama Oorlog    | Shortlist Oscar Hoofdprogramma Venetië Meestbezochte Nederlandse film 2006 |
| Afblijven                                      | 2006 | Maria Peters                          | Sem Veeger Jim Bakkum               | Jeugddrama      | Gebaseerd op het jeugdboek van Carry Slee                                  |
| Sl8n8 of Slachtnacht                           | 2006 | Frank van Geloven Edwin Visser        | Victoria Koblenko Kurt Rogiers      | Horror          |                                                                            |
| Nachtrit                                       | 2006 | Dana Nechushtan                       | Frank Lammers Fedja van Huêt        | Drama Misdaad   |                                                                            |
| Ober                                           | 2006 | Alex van Warmerdam                    | Alex van Warmerdam                  | Drama Komedie   | Gouden Kalf Scenario                                                       |
| Horizonica                                     | 2006 | Ramon Etman                           | Jenny Hsia                          | Horror          |                                                                            |
| Wild Romance                                   | 2006 | Jean van de Velde                     | Daniel Boissevain Marcel Hensema    | Drama           | Biopic Herman Brood                                                        |
| Kruistocht in spijkerbroek of Crusade in Jeans | 2006 | Ben Sombogaart                        | Jan Decleir                         | Drama           |                                                                            |
| 'n Beetje verliefd                             | 2006 | Martin Koolhoven                      | Yes-R Ad van Kempen                 | Komedie         | Telefilm                                                                   |
| Lulu                                           | 2006 | Victor Nieuwenhuijse Maartje Seyferth | Vlatka Simac                        | Drama Thriller  |                                                                            |
| Nu.                                            | 2006 | Jan-Willem van Ewijk                  | Brigitte Baladié Matthijs Bourdrez  | Drama           |                                                                            |
| Sinterklaas & Pakjesboot 13                    | 2006 | Armando de Boer                       | Fred van der Hilst Michiel Kerbosch | avonturen       |                                                                            |

## 2007
| Titel                                                                     | Jaar | Regisseur             | Acteurs                                    | Genre               | Bijzonderheden                                                            |
| ------------------------------------------------------------------------- | ---- | --------------------- | ------------------------------------------ | ------------------- | ------------------------------------------------------------------------- |
| Olivier etc.                                                              | 2007 | Sander Burger         | Dragan Bakema Maria Kraakman               | Drama               |                                                                           |
| Blind                                                                     | 2007 | Tamar van der Dop     | Halina Reijn                               | Drama               |                                                                           |
| Ernst, Bobbie en de geslepen Onix                                         | 2007 | Pieter Walther Boer   | Erik van Trommel Hidde Maas                | Jeugd               |                                                                           |
| Kicks                                                                     | 2007 | Albert ter Heerd      | Chantal Janzen                             | Drama               |                                                                           |
| Waarom heeft niemand mij verteld dat het zo erg zou worden in Afghanistan | 2007 | Cyrus Frisch          | Cyrus Frisch                               | Drama               |                                                                           |
| Dennis P.                                                                 | 2007 | Pieter Kuijpers       | Edo Brunner Nadja Hüpscher                 | Komedie Misdaad     |                                                                           |
| Honeyz                                                                    | 2007 | Tom Six               | Monique van de Werff Anna Speller          | Drama Komedie       | Alleen uitgebracht op dvd                                                 |
| HannaHannah                                                               | 2007 | Annemarie van de Mond | Antonie Kamerling Maria Kraakman           | Drama Komedie       | Telefilm                                                                  |
| Anna                                                                      | 2007 | Erik Oosthoek         | Jelka van Houten Jochum ten Haaf           | Drama               | Telefilm                                                                  |
| De avondboot                                                              | 2007 | Karim Traida          | Gijs Scholten van Aschat Sascha Visser     | Drama               | Telefilm                                                                  |
| Eigenheimers                                                              | 2007 | Pollo de Pimentel     | Frank Lammers Marit van Bohemen            | Drama Komedie       | Telefilm                                                                  |
| Zadelpijn                                                                 | 2007 | Nicole van Kilsdonk   | Monique van de Ven                         | Drama               | Telefilm                                                                  |
| Zoop in Zuid-Amerika                                                      | 2007 | Johan Nijenhuis       | Monique van de Werff                       | Jeugd               |                                                                           |
| Wolfsbergen                                                               | 2007 | Nanouk Leopold        | Fedja van Huêt Karina Smulders             | Drama               |                                                                           |
| SEXtet                                                                    | 2007 | Eddy Terstall         | Katja Schuurman Tygo Gernandt              | Komedie Drama       | Zesluik                                                                   |
| Complexx                                                                  | 2007 | Robert Arthur Jansen  | Kristen Walraad                            | Thriller Horror     |                                                                           |
| Duska                                                                     | 2007 | Jos Stelling          | Gene Berevoets                             | Komedie Drama       | Openingsfilm, Filmfestival van Utrecht                                    |
| Timboektoe                                                                | 2007 | Dave Schram           | Bo Maerten Willem Voogd                    | Jeugddrama          | Gebaseerd op het jeugdboek van Carry Slee                                 |
| Tussenstand                                                               | 2007 | Mijke de Jong         | Elsie de Brauw Marcel Musters              | Drama               | Gouden Kalf Regie                                                         |
| Waar is het paard van Sinterklaas?                                        | 2007 | Mischa Kamp           | Ebbie Tam Jan Decleir                      | Jeugd               |                                                                           |
| Nadine                                                                    | 2007 | Erik de Bruyn         | Monic Hendricx Fedja van Huêt              | Drama               |                                                                           |
| Alles is Liefde                                                           | 2007 | Joram Lürsen          | Carice van Houten Paul de Leeuw            | Komedie Romantiek   | Gouden Kalf Beste Film, Beste Scenario Bestbezochte Nederlandse film 2007 |
| Kapitein Rob en het geheim van professor Lupardi                          | 2007 | Hans Pos              | Thijs Römer Katja Schuurman                | Actie Avontuur      |                                                                           |
| De scheepsjongens van Bontekoe                                            | 2007 | Steven de Jong        | Peter Tuinman Thomas Acda Pim Wessels      | Jeugddrama Avontuur |                                                                           |
| Moordwijven                                                               | 2007 | Dick Maas             | Bracha van Doesburgh Sanne Wallis de Vries | Komedie Misdaad     |                                                                           |

## 2008
| Titel                                        | Jaar              | Regisseur              | Acteurs                                 | Genre         | Bijzonderheden                                                                                       |
| -------------------------------------------- | ----------------- | ---------------------- | --------------------------------------- | ------------- | --- |
| Bloedbroeders                                | 10 januari 2008   | Arno Dierickx          | Matthijs van de Sande Bakhuysen         | Drama         | Telefilm                                                                                             |
| TBS                                          | 24 januari 2008   | Pieter Kuijpers        | Theo Maassen                            | Drama Misdaad | Telefilm                                                                                             |
| Alibi                                        | 9 februari 2008   | Johan Nijenhuis        | Georgina Verbaan Achmed Akkabi          | Komedie       | |
| Tiramisu                                     | 6 maart 2008      | Paula van der Oest     | Anneke Blok Jacob Derwig                | Drama         | A. Blok won Gouden Kalf voor beste actrice                                                           |
| Skin                                         | 6 maart 2008      | Hanro Smitsman         | Robert de Hoog Teun Kuilboer            | Drama         | Telefilm                                                                                             |
| Zomerhitte                                   | 20 maart 2008     | Monique van de Ven     | Sophie Hilbrand Waldemar Torenstra      | Drama         | |
| Dunya en Desie                               | 17 april 2008     | Dana Nechushtan        | Maryam Hassouni Eva van de Wijdeven     | Drama Komedie | Nederlandse Oscarinzending 2009                                                                      |
| Morrison krijgt een zusje                    | 24 april 2008     | Barbara Bredero        | Bracha van Doesburgh Barry Atsma        | Jeugd         | |
| De Fuik                                      | 15 mei 2008       | Mischa Kamp            | Johanna ter Steege Elske Rotteveel      | Drama         | Telefilm                                                                                             |
| Wijster                                      | 21 mei 2008       | Paula van der Oest     | Jaap Spijkers Roos Netjes               | Drama         | Telefilm                                                                                             |
| De muze                                      | 22 mei 2008       | Ben van Lieshout       | Tara Elders Mattheu Schoenaerts         | Drama         | |
| Hitte                                        | 1 juni 2008       | Lodewijk Crijns        | Bracha van Doesburgh                    | Drama Komedie | Telefilm                                                                                             |
| Hoe overleef ik mezelf?                      | 25 juni 2008      | Nicole van Kilsdonk    | Jade Olieberg Jolijn van de Wiel        | jeugdfilm     | |
| Snuf de Hond in oorlogstijd                  | 25 juni 2008      | Steven de Jong         | Tom van Kalmthout Vivian van Huiden     | Jeugdfilm     | |
| Blackwater Fever                             | 21 juni 2008      | Cyrus Frisch           | Roeland Fernhout, Ellen ten Damme       | Drama         | |
| De brief voor de Koning                      | 16 juli 2008      | Pieter Verhoeff        | Yannick van de Velde, Quinten Schram    | Jeugd         | |
| Calimucho                                    | 11 september 2008 | Eugenie Jansen         | Dicky Killian Willy Soeurt              | Drama         | |
| De Zeven van Daran, de strijd om Pareo Rots  | 18 september2008  | Lourens Blok           | Devin de Kock                           | Familiefilm   | Engelstalig, geheel Nederlandse productie                                                            |
| Het Echte Leven                              | 25 september2008  | Robert Jan Westdijk    | Loes Haverkort Sallie Harmsen           | Drama         | openingsfilm Filmfestival van Utrecht                                                                |
| Boat Trip 3D                                 | september 2008    | Mathijs Geijskes       | Paul Geusebroek                         | Korte film    | Filmfestival van Utrecht Eerste Nederlandse digitale stereoscopische film                            |
| Het wapen van Geldrop                        | 2 oktober 2008    | Thijs Römer            | Thijs Römer Katja Schuurman             | Drama         | Na een week uit de bioscopen                                                                         |
| Het Zusje van Katia                          | 2 oktober 2008    | Mijke de Jong          | Ian Blok Olga Luizguina                 | Drama         | |
| Radeloos                                     | 2 oktober 2008    | Dave Schram            | Marius Gottlieb Marloes van der Wel     | Jeugd         | boekverfilming Carry Slee                                                                            |
| Sinterklaas en het Geheim van het Grote Boek | 8 oktober 2008    | Martijn van Nellestijn | Pamala Teves                            | Jeugdfilm     | |
| Bride Flight                                 | 16 oktober 2008   | Ben Sombogaart         | Willeke van Ammelrooy Rutger Hauer      | Drama         | Gedeeltelijk Engels                                                                                  |
| I Love Dries                                 | 20 oktober 2008   | Tom Six                | Dries Roelvink                          | Komedie       | werd vertoond in Motel De witte bergen en maakte een tournee langs diverse Van der Valk-vestigingen. |
| Vox populi                                   | 23 oktober 2008   | Eddy Terstall          | Tom Janssen Johnny de Mol               | Drama Komedie | |
| Ver van familie                              | 23 oktober 2008   | Marion Bloem           | Anneke Grönloh Terence Schreurs         | Drama         | gebaseerd op het boek Ver van Familie van Marion Bloem uit 1999                                      |
| Oorlogswinter                                | 27 november 2008  | Martin Koolhoven       | Martijn Lakemeier Yorick van Wageningen | Oorlog        | Drie Gouden Kalveren Shortlist Oscars 2010                                                           |
| Wit licht                                    | 11 december 2008  | Jean van de Velde      | Marco Borsato                           | Drama         | Kaartjes gratis bij concert Borsato                                                                  |

## 2009
| Titel                                  | Jaar              | Regisseur              | Acteurs                                           | Genre                | Bijzonderheden                                                          |
| -------------------------------------- | ----------------- | ---------------------- | ------------------------------------------------- | -------------------- | ----------------------------------------------------------------------- |
| Links                                  | 22 januari 2009   | Froukje Tan            | Jeroen van Koningsbrugge                          | Drama Zwarte komedie |                                                                         |
| Kan door huid heen                     | 29 januari 2009   | Esther Rots            | Rifka Lodeizen                                    | Drama                | Première op filmfestival van Rotterdam                                  |
| Spion van Oranje                       | 5 februari 2009   | Tim Oliehoek           | Paul de Leeuw                                     | Komedie              |                                                                         |
| Lenteveld                              | 7 februari 2009   | Lennard Cozijn         | Harold Zeelen Jaro Wolff                          | Horror               |                                                                         |
| Kikkerdril                             | 11 februari 2009  | Simone van Dusseldorp  | Georgina Verbaan                                  | Jeugdfilm            |                                                                         |
| Stella's oorlog                        | 19 februari 2009  | Diederik van Rooijen   | Javier Guzman Anna Drijver                        | Drama Oorlog         | Telefilm                                                                |
| Bollywood Hero                         | 19 maart2009      | Diederik van Rooijen   | Egbert-Jan Weeber                                 | Drama                |                                                                         |
| Limo                                   | 8 april 2009      | Guy Goossens           | Meiden van Kus                                    | Jeugdfilm            |                                                                         |
| Mijn vader is een detective            | 8 april 2009      | Will Wissink           | Cees Geel Tygo Gernandt                           | Jeugdfilm            |                                                                         |
| Coach                                  | 12 april 2009     | Joram Lursen           | Anneke Blok Mark Rietman                          | Zwarte komedie       | Telefilm                                                                |
| Atlantis                               | 16 april 2009     | Digna Sinke            | Valerie Bedier Cas Enklaar                        | Drama                |                                                                         |
| Taartman                               | 19 april 2009     | Annemarie van de Mondt | Jaap Spijkers                                     | Komedie Drama        | Telefilm                                                                |
| Witte vis                              | 26 april2009      | Remy van Heugten       | Raymond Thiry Marcel Hensema                      | Drama                | Voorgaande titel was Schoon schip Telefilm                              |
| De Punt                                | 2 mei 2009        | Hanro Smitsman         | Terence Schreurs Kees Hulst                       | Drama                | Telefilm                                                                |
| De laatste dagen van Emma Blank (film) | 6 mei 2009        | Alex van Warmerdam     | Marlies Heuer Annet Malherbe                      | Komedie              |                                                                         |
| Julia's hart                           | 9 mei 2009        | Peter de Baan          | Sanne den Hartog                                  | Drama                | Telefilm                                                                |
| De indiaan (film)                      | 9 augustus 2009   | Ineke Houtman          | Bastiaan Ragas                                    | Familiefilm          |                                                                         |
| Het leven uit een dag (film)           | 3 september 2009  | Marc de Cloe           | Tygo Gernandt Matthijs van den Sande Bakhuyzen    | Drama                | Gebaseerd op het boek van A.F.Th. van der Heijden                       |
| Oogverblindend                         | 3 september 2009  | Cyrus Frisch           | Georgina Verbaan Rutger Hauer                     | Drama                | Film bestaat alleen uit een telefoongesprek tussen twee personen Engels |
| De Storm                               | 17 september 2009 | Ben Sombogaart         | Sylvia Hoeks Barry Atsma                          | Drama                | Over de watersnoodramp van 1953                                         |
| Lover of loser                         | 24 september 2009 | Dave Schram            | Gaite Jansen Martijn Lakemeier Ruud Feltkamp      | Jeugddrama           |                                                                         |
| Carmen van het Noorden                 | 24 september 2009 | Jelle Nesna            | Tygo Gernandt Sanguita Akkrum                     | Drama                | is een remake van de film uit 1919                                      |
| SpangaS op Survival                    | 30 september 2009 | Diede in't Veld        | Tim Murck Gaby Blaaser Sebastiaan Wulff           | Jeugdfilm            | Gebaseerd op de jeugdserie SpangaS                                      |
| Happy End                              | 7 oktober 2009    | Frans Weisz            | Pierre Bokma Rijk de Gooyer                       | Drama                | Laatste deel in trilogie                                                |
| Alles stroomt                          | 7 oktober 2009    | Danyael Sugawara       | Anneke Blok                                       | Drama                |                                                                         |
| Sinterklaas en de Verdwenen Pakjesboot | 7 oktober 2009    | Martijn van Nellestijn | Inge Ipenburg Hetty Heyting Pamela Teves          | Familiefilm          |                                                                         |
| Terug naar de kust                     | 29 oktober 2009   | Will Koopman           | Linda de Mol Ariane Schluter                      | Drama                | Gebaseerd op het boek van Saskia Noort                                  |
| The Blue Horse                         | 7 november 2009   | Roald van der Laan     | Jasper Tonnon Terrence Sinclair Antonie Kamerling | Thriller             |                                                                         |
| Komt een vrouw bij de dokter           | 26 november 2009  | Reinout Oerlemans      | Carice van Houten                                 | Drama Komedie        | Succesvolste Nederlandse film 2009                                      |
| De Hel van '63                         | 17 december 2009  | Steven de Jong         | Chris Zegers Cas Jansen                           | Drama                | Gebaseerd op Twaalfde Elfstedentocht uit 1963                           |
| The Human Centipede (First Sequence)   | 30 augustus 2009  | Tom Six                | Dieter Laser                                      | Horror               |                                                                         |